# Delias ellipsis
Delias ellipsis är en fjärilsart som beskrevs av De Joannis 1901. Delias ellipsis ingår i släktet Delias och familjen vitfjärilar. Inga underarter finns listade i Catalogue of Life.